# Hasoumont (Stoumont)
Ne doit pas être confondu avec Hassoumont (Aywaille).
Hasoumont est un hameau belge de la Région wallonne situé en province de Liège dans la commune de Stoumont.
Avant la fusion des communes, ce hameau faisait partie de la commune de La Gleize.